# Liste der Bodendenkmale im Kreis Segeberg
In der Liste der Bodendenkmale im Kreis Segeberg sind die Bodendenkmale im schleswig-holsteinischen Kreis Segeberg nach dem Stand der Bodendenkmalliste des Archäologischen Landesamts Schleswig-Holstein von 2016 aufgelistet.
Die Kulturdenkmale sind in der Liste der Kulturdenkmale im Kreis Segeberg erfasst.

## Übersicht
| Gemeinde/ Stadt                                  | Bodendenkmalliste                                   | Wappen | Lage | Bild eines Bodendenkmals |
| ------------------------------------------------ | --------------------------------------------------- | ------ | ---- | ------------------------ |
| Alveslohe                                        | Liste der Bodendenkmale in Alveslohe                |        |      |                          |
| Armstedt                                         | Liste der Bodendenkmale in Armstedt                 |        |      |                          |
| Bad Bramstedt                                    | Liste der Bodendenkmale in Bad Bramstedt            |        |      |                          |
| Bad Segeberg                                     | Liste der Bodendenkmale in Bad Segeberg             |        |      |                          |
| Bahrenhof                                        | Liste der Bodendenkmale in Bahrenhof                |        |      |                          |
| Bark                                             | Liste der Bodendenkmale in Bark                     |        |      |                          |
| Bebensee                                         | Liste der Bodendenkmale in Bebensee                 |        |      |                          |
| Bimöhlen                                         | Liste der Bodendenkmale in Bimöhlen                 |        |      |                          |
| Blunk                                            | Liste der Bodendenkmale in Blunk                    |        |      |                          |
| Boostedt                                         | Liste der Bodendenkmale in Boostedt                 |        |      |                          |
| Bornhöved                                        | Liste der Bodendenkmale in Bornhöved                |        |      |                          |
| Borstel                                          | Liste der Bodendenkmale in Borstel                  |        |      |                          |
| Forstgutsbezirk Buchholz (gemeindefreies Gebiet) | Liste der Bodendenkmale in Buchholz                 |        |      |                          |
| Bühnsdorf                                        | Liste der Bodendenkmale in Bühnsdorf                |        |      |                          |
| Daldorf                                          | Liste der Bodendenkmale in Daldorf                  |        |      |                          |
| Damsdorf                                         | Liste der Bodendenkmale in Damsdorf                 |        |      |                          |
| Dreggers                                         | Liste der Bodendenkmale in Dreggers                 |        |      |                          |
| Ellerau                                          | Liste der Bodendenkmale in Ellerau                  |        |      |                          |
| Fahrenkrug                                       | Liste der Bodendenkmale in Fahrenkrug               |        |      |                          |
| Föhrden-Barl                                     | Liste der Bodendenkmale in Föhrden-Barl             |        |      |                          |
| Fredesdorf                                       | Liste der Bodendenkmale in Fredesdorf               |        |      |                          |
| Fuhlendorf                                       | Liste der Bodendenkmale in Fuhlendorf (Holstein)    |        |      |                          |
| Geschendorf                                      | Liste der Bodendenkmale in Geschendorf              |        |      |                          |
| Glasau                                           | Liste der Bodendenkmale in Glasau                   |        |      |                          |
| Gönnebek                                         | Liste der Bodendenkmale in Gönnebek                 |        |      |                          |
| Groß Kummerfeld                                  | Liste der Bodendenkmale in Groß Kummerfeld          |        |      |                          |
| Groß Niendorf                                    | Liste der Bodendenkmale in Groß Niendorf (Holstein) |        |      |                          |
| Groß Rönnau                                      | Liste der Bodendenkmale in Groß Rönnau              |        |      |                          |
| Großenaspe                                       | Liste der Bodendenkmale in Großenaspe               |        |      |                          |
| Hagen                                            | Liste der Bodendenkmale in Hagen                    |        |      |                          |
| Hardebek                                         | Liste der Bodendenkmale in Hardebek                 |        |      |                          |
| Hartenholm                                       | Liste der Bodendenkmale in Hardenholm               |        |      |                          |
| Hasenkrug                                        | Liste der Bodendenkmale in Hasenkrug                |        |      |                          |
| Hasenmoor                                        | Liste der Bodendenkmale in Hasenmoor                |        |      |                          |
| Heidmoor                                         | Liste der Bodendenkmale in Heidmoor                 |        |      |                          |
| Heidmühlen                                       | Liste der Bodendenkmale in Heidmühlen               |        |      |                          |
| Henstedt-Ulzburg                                 | Liste der Bodendenkmale in Henstedt-Ulzburg         |        |      |                          |
| Hitzhusen                                        | Liste der Bodendenkmale in Hitzhusen                |        |      |                          |
| Högersdorf                                       | Liste der Bodendenkmale in Högersdorf               |        |      |                          |
| Hüttblek                                         | Liste der Bodendenkmale in Hüttblek                 |        |      |                          |
| Itzstedt                                         | Liste der Bodendenkmale in Itzstedt                 |        |      |                          |
| Kaltenkirchen                                    | Liste der Bodendenkmale in Kaltenkirchen            |        |      |                          |
| Kattendorf                                       | Liste der Bodendenkmale in Kattendorf               |        |      |                          |
| Kayhude                                          | Liste der Bodendenkmale in Kayhude                  |        |      |                          |
| Kisdorf                                          | Liste der Bodendenkmale in Kisdorf                  |        |      |                          |
| Klein Gladebrügge                                | Liste der Bodendenkmale in Klein Gladebrügge        |        |      |                          |
| Klein Rönnau                                     | Liste der Bodendenkmale in Klein Rönnau             |        |      |                          |
| Krems II                                         | Liste der Bodendenkmale in Krems II                 |        |      |                          |
| Kükels                                           | Liste der Bodendenkmale in Kükels                   |        |      |                          |
| Latendorf                                        | Liste der Bodendenkmale in Latendorf                |        |      |                          |
| Leezen                                           | Liste der Bodendenkmale in Leezen (Holstein)        |        |      |                          |
| Lentföhrden                                      | Liste der Bodendenkmale in Lentföhrden              |        |      |                          |
| Mönkloh                                          | Liste der Bodendenkmale in Mönkloh                  |        |      |                          |
| Mözen                                            | Liste der Bodendenkmale in Mözen                    |        |      |                          |
| Nahe                                             | Liste der Bodendenkmale in Nahe (Holstein)          |        |      |                          |
| Negernbötel                                      | Liste der Bodendenkmale in Negernbötel              |        |      |                          |
| Nehms                                            | Liste der Bodendenkmale in Nehms                    |        |      |                          |
| Neuengörs                                        | Liste der Bodendenkmale in Neuengörs                |        |      |                          |
| Neversdorf                                       | Liste der Bodendenkmale in Neversdorf               |        |      |                          |
| Norderstedt                                      | Liste der Bodendenkmale in Norderstedt              |        |      |                          |
| Nützen                                           | Liste der Bodendenkmale in Nützen                   |        |      |                          |
| Oering                                           | Liste der Bodendenkmale in Oering                   |        |      |                          |
| Oersdorf                                         | Liste der Bodendenkmale in Oersdorf                 |        |      |                          |
| Pronstorf                                        | Liste der Bodendenkmale in Pronstorf                |        |      |                          |
| Rickling                                         | liste der Bodendenkmale in Rickling                 |        |      |                          |
| Rohlstorf                                        | Liste der Bodendenkmale in Rohlstorf                |        |      |                          |
| Schackendorf                                     | Liste der Bodendenkmale in Schackedorf              |        |      |                          |
| Schieren                                         | Liste der Bodendenkmale in Schieren                 |        |      |                          |
| Schmalensee                                      | Liste der Bodendenkmale in Schmalensee              |        |      |                          |
| Schmalfeld                                       | Liste der Bodendenkmale in Schmalfeld               |        |      |                          |
| Schwissel                                        | Liste der Bodendenkmale in Schwissel                |        |      |                          |
| Seedorf                                          | Liste der Bodendenkmale in Seedorf (Kreis Segeberg) |        |      |                          |
| Seth                                             | Liste der Bodendenkmale in Seth (Holstein)          |        |      |                          |
| Sievershütten                                    | Liste der Bodendenkmale in Sievershütten            |        |      |                          |
| Stipsdorf                                        | Liste der Bodendenkmale in Stipsdorf                |        |      |                          |
| Stocksee                                         | Liste der Bodendenkmale in Stocksee                 |        |      |                          |
| Strukdorf                                        | Liste der Bodendenkmale in Strukdorf                |        |      |                          |
| Struvenhütten                                    | Liste der Bodendenkmale in Struvenhütten            |        |      |                          |
| Stuvenborn                                       | Liste der Bodendenkmale in Stuvenborn               |        |      |                          |
| Sülfeld                                          | Liste der Bodendenkmale in Sülfeld                  |        |      |                          |
| Tarbek                                           | Liste der Bodendenkmale in Tarbek                   |        |      |                          |
| Tensfeld                                         | Liste der Bodendenkmale in Tensfeld                 |        |      |                          |
| Todesfelde                                       | Liste der Bodendenkmale in Todesfelde               |        |      |                          |
| Trappenkamp                                      | Liste der Bodendenkmale in Trappenkamp              |        |      |                          |
| Travenhorst                                      | Liste der Bodendenkmale in Travenhorst              |        |      |                          |
| Traventhal                                       | Liste der Bodendenkmale in Traventhal               |        |      |                          |
| Wahlstedt                                        | Liste der Bodendenkmale in Wahlstedt                |        |      |                          |
| Wakendorf I                                      | Liste der Bodendenkmale in Wakendorf I              |        |      |                          |
| Wakendorf II                                     | Liste der Bodendenkmale in Wakendorf II             |        |      |                          |
| Weddelbrook                                      | Liste der Bodendenkmale in Weddelbrook              |        |      |                          |
| Weede                                            | Liste der Bodendenkmale in Weede                    |        |      |                          |
| Wensin                                           | Liste der Bodendenkmale in Wensin                   |        |      |                          |
| Westerrade                                       | Liste der Bodendenkmale in Westerrade               |        |      |                          |
| Wiemersdorf                                      | Liste der Bodendenkmale in Wiemersdorf              |        |      |                          |
| Winsen                                           | Liste der Bodendenkmale in Winsen (Holstein)        |        |      |                          |
| Wittenborn                                       | Liste der Bodendenkmale in Wittenborn               |        |      |                          |